# Biến kiểm

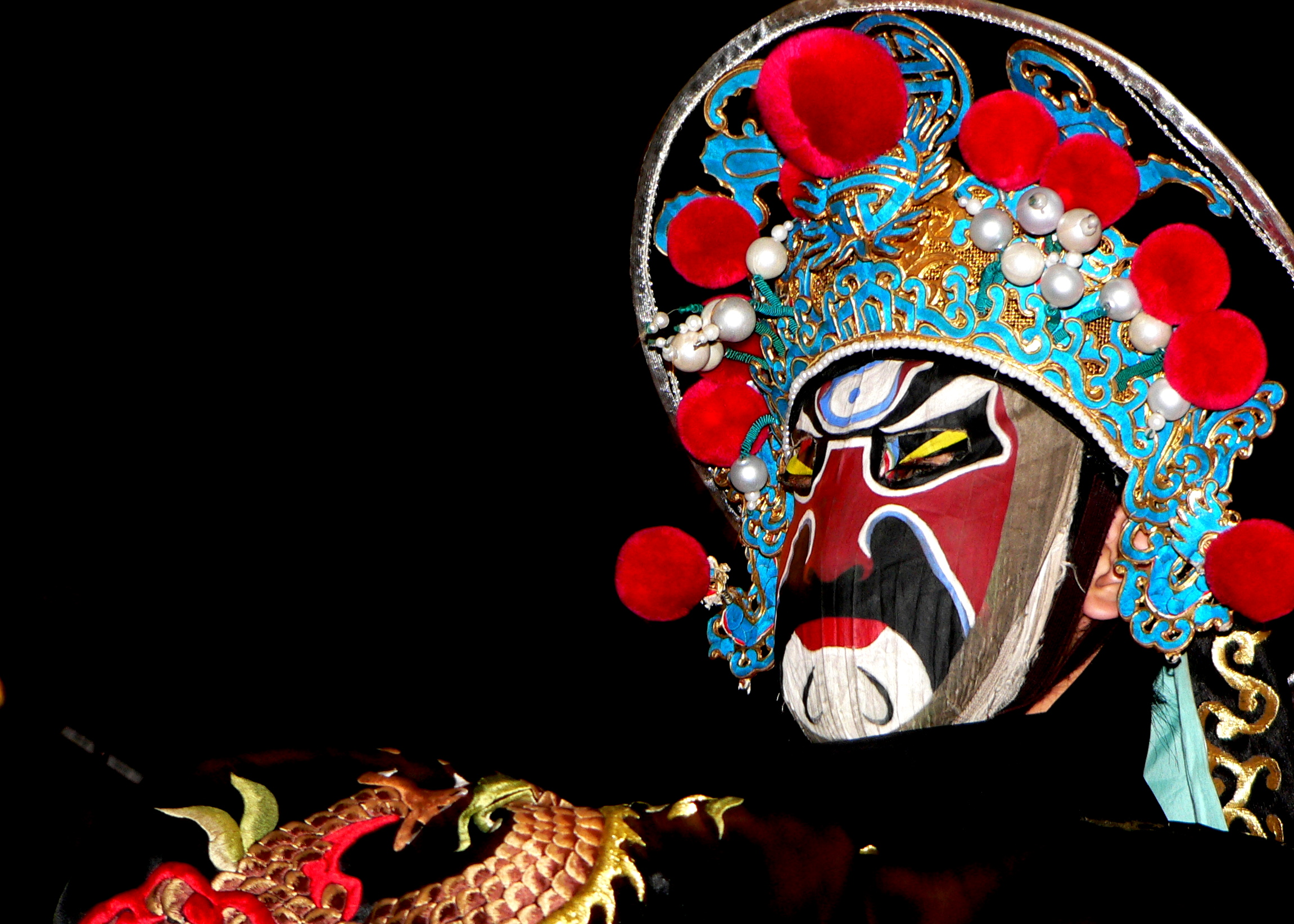
Biểu diễn Biến kiểm

Biến kiểm (phồn thể: 變臉, giản thể: 变脸, bính âm: biàn liǎn, tạm dịch: thay đổi mặt mũi) là một kỹ thuật trong kịch Tứ Xuyên. Diễn viên mặc trang phục sặc sỡ, di chuyển theo tiếng nhạc, đeo mặt nạ nhiều màu khắc họa các nhân vật kịch tiêu biểu, khi nhạc lên đến cao trào, diễn viên phất quạt hoặc tay áo qua mặt, trong tích tắc đã thay đổi từ mặt nạ này sang mặt nạ khác, mỗi mặt nạ biểu thị một tâm trạng khác nhau.